# Izoflavoni
Izoflavoni su fitonutrienti kojih se može naći u sojinom zrnu i drugim mahunarkama, koji se u tijelu pretvaraju u biljne estrogene, sastojke koji pomažu u sprječavanju širenja raka ovisnog o hormonima.
Izoflavoni snižavaju ukupnu razinu kolesterola i triglicerida u krvi, tako štiteći od srčanih bolesti. Najpoznatiji oblici izoflavona su genistein, daidzein i pomiferin. Genistein sprječava širenje kanceroznih tumora tako što onemogućava rast novih krvnih žila koje hrane stanice raka. Također smanjuje rizik od raka dojke i prostate. Isključivo se nalazi u sojinim proizvodima. Drugi najpoznatiji oblik je daidzein, koji skupa s genisteinom djeluje protiv enzima koji pospješuju rast tumora. Najviše koristi ženama kod raka dojke. Osim toga, koristan je i za snižavanje alkohola u krvi i olakšavanje mamurluka. Može ga se naći u sojinim proizvodima i u biljci kudzu (Pueraria lobata).